# Bigger, Better, Faster, More!
Singles
1. Dear Mr. President
Sortie : septembre 1992
2. What's Up?
Sortie : 23 juin 1993
3. Spaceman
Sortie : septembre 1993
4. Superfly
Sortie : mars 1994

Bigger, Better, Faster, More! est l'unique album du groupe américain de rock alternatif 4 Non Blondes sorti en 1992. Leur premier single a été Dear Mr. President mais le plus connu est sans doute le single What's Up?.
Le titre Pleasantly Blue sample le titre The Jean Genie de David Bowie qui reprend le riff de guitare du classique de blues I'm a Man de Bo Diddley.

## Liste des chansons
| No  | Titre                  | Durée |
| --- | ---------------------- | ----- |
| 1.  | Train                  | 3:42  |
| 2.  | Superfly               | 4:37  |
| 3.  | What's Up?             | 4:55  |
| 4.  | Pleasantly Blue        | 2:28  |
| 5.  | Morphine and Chocolate | 4:44  |
| 6.  | Spaceman               | 3:40  |
| 7.  | Old Mr. Heffer         | 2:16  |
| 8.  | Calling All the People | 3:17  |
| 9.  | Dear Mr. President     | 4:43  |
| 10. | Drifting               | 3:31  |
| 11. | No Place Like Home     | 3:08  |

## Interprètes
| 4 Non Blondes - Linda Perry - chant, guitare acoustique et électrique, guitare rythmique - Roger Rocha - guitare solo - Christa Hillhouse - basse, chœurs - Dawn Richardson - batterie | Musiciens supplémentaires - Shaunna Hall - guitare - Louis Metoyer - guitare - Suzie Katayama – violoncelle, accordéon - Laurent Tardy - Piano - Rory Kaplan - mellotron - Dave Rickets - claviers |

## Équipe de production
- David Tickle - Producteur
- Paul Dieter, Mark Hensley, Jesse Kanner, Kent Matcke - Ingénieurs
- David Tickle - Mixeur
- Stephen Marcussen - mastering
- Leslie Gerard-Smith - Coordinateur de projet
- Eric Altenburger - Designer
- Mark Ryden - Illustrateur d'album